# Dinotopia: The Sunstone Odyssey
Pour les articles homonymes, voir Dinotopia.
Dinotopia: The Sunstone Odyssey est un jeu vidéo d'action-aventure développé par Vicious Cycle Software et édité par TDK Mediactive, sorti en 2003 sur GameCube et PlayStation 2.

## Synopsis
Après que le père de Drake et Jacob qui est dévoré par un T Rex, les 2 frangins se séparent, Jacob joint le coté du groupe des anti dinosaures et Drake préfère de devenir le gardien de Dinotopia.

## Accueil
- GameSpot : 4,7/10[1]